# Kreml (Spiel)
Kreml (benannt nach dem Moskauer Kreml) ist ein satirisches Spiel des Schweizers Urs Hostettler, das die politischen Verhältnisse in der Sowjetunion karikiert. Die Spieler führen dabei fiktive Mitglieder der Nomenklatura, die um das Amt des Staats- und Parteichefs kämpfen. Das Spiel erschien 1986 im schweizerischen Spieleverlag Fata Morgana und wurde 1988 von Avalon Hill in den USA vertrieben. Die Spieldauer kann stark variieren und beträgt etwa 30 bis 180 Minuten.

## Spielregeln und Begriffe

### Alter
Zentraler Begriff von Kreml ist das „Alter“ der Spielfiguren, unter dem nicht das tatsächliche Lebensalter zu verstehen ist, sondern ihr Gesundheitszustand. Die Spielfiguren starten mit einem Alter zwischen 50 und 80 Jahren. Während des Spiels erhalten sie „Stresspunkte“, die sie jeweils um ein Jahr altern lassen. Während einer Spielrunde, die ein Jahr repräsentiert, können die Figuren also mehrere Jahre – oder auch gar nicht – altern. Je älter nun eine Spielfigur ist, desto größer ist die Wahrscheinlichkeit, dass sie erkrankt oder gar stirbt. Verstorbene Politiker werden feierlich an der Kremlmauer beigesetzt.

### Spielablauf
Obwohl Kreml eher von der Ära Breschnew (1964–1982) inspiriert scheint, in der das Durchschnittsalter des Politbüros über 70 lag, und den Jahren 1982 bis 1985, als in rascher Folge die teilweise schon bei Amtsantritt kranken Generalsekretäre Breschnew, Andropow und Tschernenko im Amt starben, spielt es im Jahrzehnt 1951 bis 1960.
Zu Beginn besetzt ein Teil der Spielfiguren die Posten im Politbüro und die Kandidatenränge. Die übrigen Figuren bilden das Volk, wo jeder geduldig wartet, ob er nicht eines Tages auf Grund unbesetzter Stellen im Politbüro die Karriereleiter hinaufsteigen kann. Jetzt wählt jeder Spieler zehn beliebige Spielfiguren aus, die unter ihrem oder seinem Einfluss stehen, und trägt sie in eine geheime Liste ein. Die Stärke des geheimen Einflusses zwischen 1 und 10 entspricht dabei der Position auf der Liste. Will nun jemand aktiv ins Spielgeschehen eingreifen – um beispielsweise einen Konkurrenten der Spionage zu beschuldigen und ihn aus dem Amt nach Sibirien ins Arbeitslager zu befördern – muss er oder sie Kontrolle über eine Spielfigur übernehmen. Dafür muss der betroffene Politiker auf der offenen Liste des Spielers „geführt“ werden, das heißt, es muss Einfluss in einer gewissen Stärke offengelegt werden. Die Position eines Politikers auf der offenen Liste darf dabei nie höher als seine Position auf der geheimen Liste des Spielers sein. Im Kampf um die Kontrolle einer Spielfigur können sich die Spieler jederzeit (!) überbieten. Dabei gilt, wie in manch anderen Spielsituationen, das Prinzip der „Gerontokratie“, das heißt, dass jüngere Spieler einen Politiker nicht auf der gleichen Listenposition übernehmen können, sondern immer mindestens einen Position höher gehen müssen.
Nun beginnt mit dem Jahr 1951 die erste Spielrunde. Am Anfang jedes Jahres können die Politbüromitglieder und Kandidaten in Kur gehen, was ihre Chancen erhöht, Stress und Krankheiten zu entgehen, sie aber vom politischen Entscheidungsprozess ausschließt. Wenn sie in Moskau bleiben, können sie ihre Kollegen befördern, degradieren, anklagen, nach Sibirien verbannen und Verbannte zurückholen. Hier kommt es unter den Spielern zu den erwähnten Kämpfen um die Kontrolle von Spielfiguren, die ihre Meinung selbstverständlich schlagartig ändern und von einer Aktion Abstand nehmen können. Im Verlauf des Spiels stellt sich nach und nach heraus, welcher Spieler auf welche Politiker gesetzt hat und es gilt durch geschickte Aktionen die Schlüsselpositionen mit eigenen Leuten zu besetzen, dabei aber möglichst wenig über die Zusammensetzung der eigenen, geheimen Kandidatenliste preiszugeben.
Aktionen sind meist mit Stress verbunden und lassen die Täter und Opfer altern und erkranken. Deshalb wird jedes Jahr der Gesundheitszustand der Politbüro-Mitglieder ermittelt, abhängig von Alter, Krankengeschichte und Würfelglück. Oft hat das fatale Folgen, und die frei gewordenen Ämter müssen neu besetzt werden, was zu weiterem Stress führt.
Zusätzlich verfügen die Spieler noch über Ereigniskarten, welche entweder jederzeit oder nur in bestimmten Phasen des Spiels eingesetzt werden können. Mit diesen Ereignissen können z. B. einzelne Politiker gezielt angegriffen (Attentat) oder geschützt (Leibwächter, Fehldiagnose) werden. Andere Ereignisse beeinflussen das gesamte Politbüro, z. B. eine plötzlich auftretende Grippewelle.

### Ziel des Spiels
Höhepunkt jedes Jahres ist die Oktoberparade, bei der der oft schwer angeschlagene Staats- und Parteichef noch einmal würfeln muss, ob er „den Stress des stundenlangen Winkens mit der schweren Mütze“ durchhält. Denn nur dann ist die Oktoberparade erfolgreich abgenommen und der Politiker dem Ziel des Spiels ein Stück näher gekommen.
Gelingt es einer Spielfigur dreimal im Verlauf des Spieles die Oktoberparade abzunehmen, dies am Ende der gespielten Periode (1960) zu tun oder Mitte 1961 das Amt des Staats- und Parteichefs zu bekleiden, ist das Spiel vorbei. Gewonnen hat dann der Spieler mit dem höchsten geheimen Einfluss auf diese Figur. Es liegt auf der Hand, dass das theoretisch auch ein Politiker sein kann, auf den niemand zu Beginn Einfluss notiert hat. Dann hat niemand gewonnen. Gemäß Regelbuch trinken die Spieler in diesem Fall gemeinsam einen Wodka.

### Spielmaterial
Kreml entzieht sich der klassischen Einordnung nach Spielmaterial, da es weder ein Spielbrett (Brettspiel) noch Spielkarten (Kartenspiel) enthält. Die Regeln ermuntern die Spieler sogar, sich in die Rolle der Spielfiguren zu versetzen, deren Aktionen sie gerade bestimmen, und für sie kurze Reden zu halten (Rollenspiel). Die Politiker werden durch Karten dargestellt, auf denen ihr Name, ihr Eintrittsalter und ihr Porträt – mit einem Unterhemd bekleidet – aufgedruckt ist. Sie werden nach Art von Anziehpuppen in Papptaschen gesteckt, die die Ämter symbolisieren, so präsentiert sich Staats- und Parteichef im Anzug, der Außenminister im Diplomatendress, der Verteidigungsminister in Uniform und der Sportminister im Trikot. Vorgestanzte Laschen ermöglichen es, Markierungen und Ziffernplättchen auf den Karten anzubringen, um Krankheiten und das unerbittlich fortschreitende Alter festzuhalten.

## Verbot
Das Spiel wurde 1988 in der DDR durch die Stasi verboten.

## Preise und Auszeichnungen
Kreml erschien auf der Auswahlliste zum Spiel des Jahres 1987 und erhielt zudem den
- Goldenen Pöppel 1987 und einen
- Origins Award 1988.

## Erweiterung
Für die US-Version namens Kremlin brachte Avalon Hill im Jahre 1989 die Erweiterung Kremlin – Revolution heraus. Sie führte unter anderem 32 neue Ereigniskarten und 26 historische Persönlichkeiten wie z. B. Leo Trotzki und Felix Dserschinski ein.